# Guerras entre Tikal y Calakmul
Las guerras entre Tikal y Calakmul fueron unas series de guerras, principalmente entre las ciudades mayas de Tikal y Calakmul, pero también con los estados vasallos en el Petén y con Copán, Dos Pilas, Naranjo, Sacul, Quiriguá, y brevemente Yaxchilan que tuvo un rol en el comienzo de la primera guerra.

## Antecedentes
En el año 537 los Ajaws de Bonampak, Lakamtuun, y Calakmul fueron capturados por Yaxchilan. Bonampak y Lakamtuun permanecieron bajo el control de Yaxchilan, pero Calakmul (en venganza por dicho suceso) la conquistó. Eso le dio a dicho estado una posición estratégica con territorios tanto al oeste como al este de Tikal. Aunque solo tenía cerca de 50,000 habitantes, mientras Tikal casi medio millón de habitantes; Calakmul fue una de las más prosperas ciudades mayas. La población entera del reino de Calakmul era aproximadamente de 200,000 personas.

## Primera Guerra, 537–572

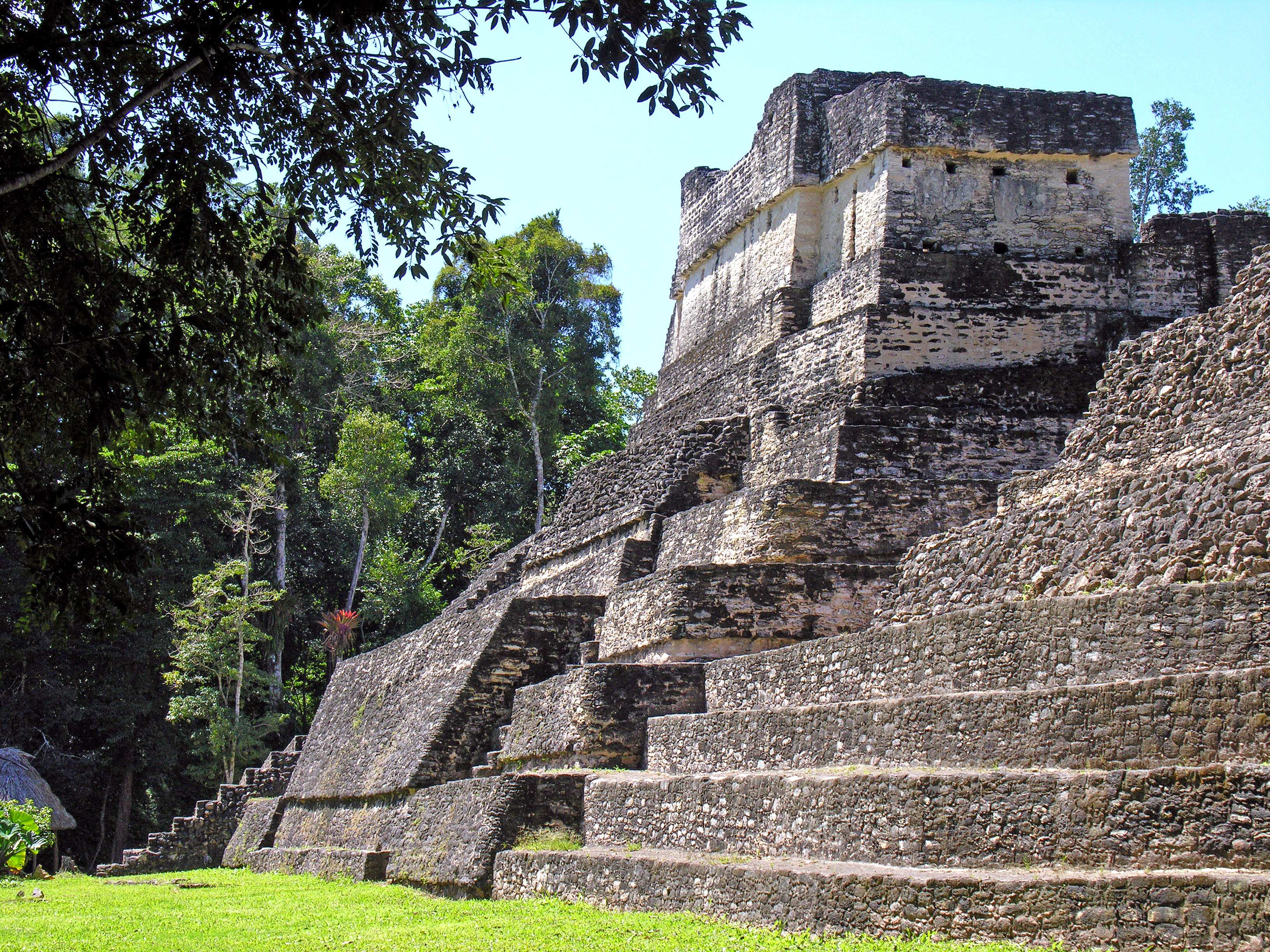
Una estructura en Caracol

Después de conquistar a Yaxchilan y sus subsidiarias, Calakmul forjó una alianza con Caracol. Calakmul se dirigió a conquistar Naranjo en el año 546 (9.5.11.11.18 en el calendario maya). Tikal y su reino no fueron destruidos, pero sufrió muchas pérdidas y comenzó a declinar luego que la guerra terminara (lo que es conocido como el hiato de Tikal) en el año 572 (9.6.18.0.14).

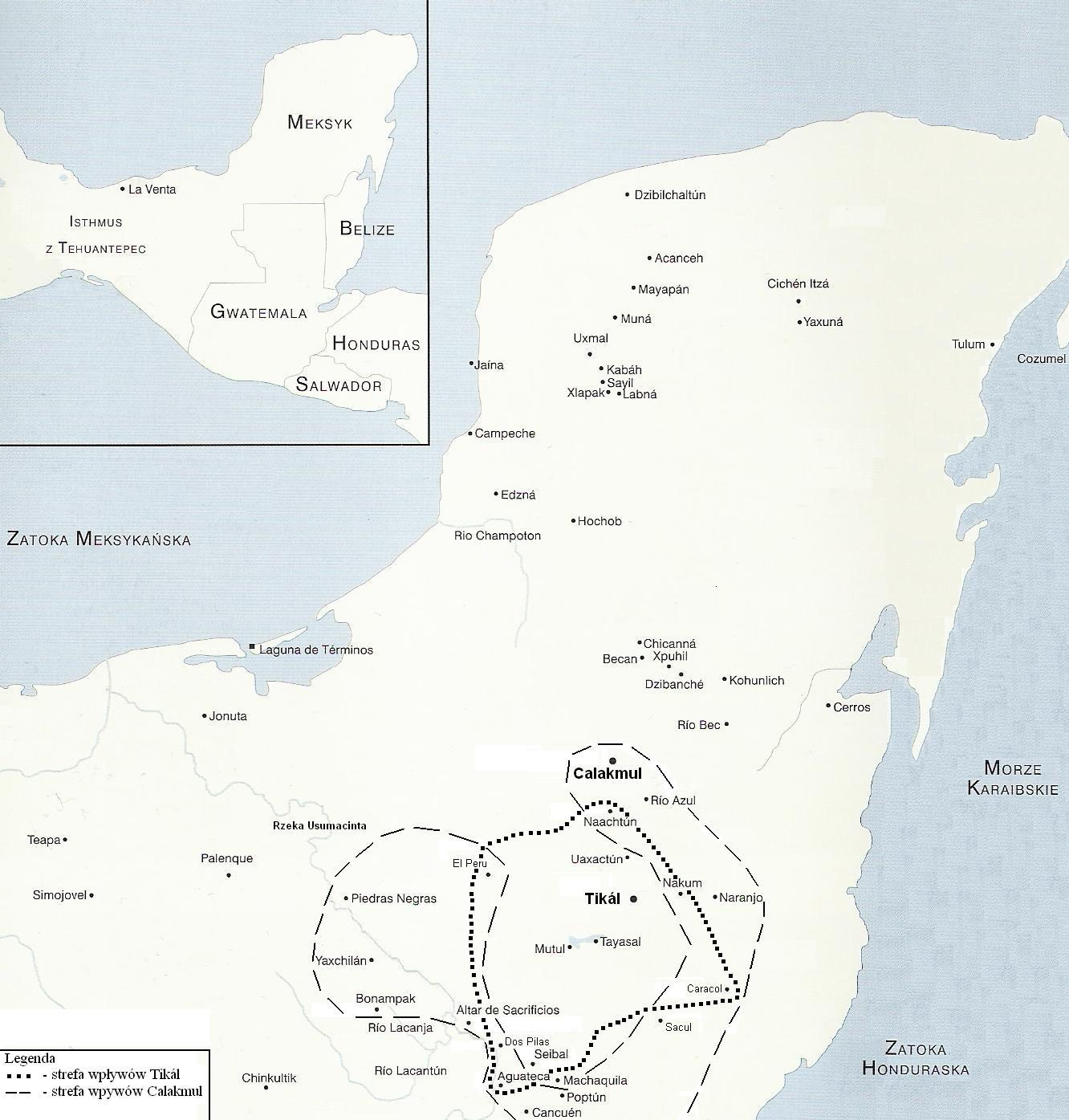
El rango de influencia de Calakmul y Tikal durante la guerra entre estas dos ciudades entre 526 y 680 d. C.

## Guerra Fría
La frase guerra fría ha sido utilizada para describir el tiempo intermedio entre los grandes conflictos de Tikal y Calakmul. Durante este lapso hubo una guerra continua, pero no grandes batallas o cambios políticos.

## Segunda Guerra, 650–695
La segunda guerra cubrió desde el año 650 al 695 (9.10.17.3.3 - 9.13.2.14.19). Durante dicho conflicto la ciudad vasalla de Dos Pilas y su gobernante B'alaj Chan K'awiil iniciaron una guerra civil en Tikal [cita requerida] y eventualmente se pusieron de lado de Calakmul jugando importante roles.

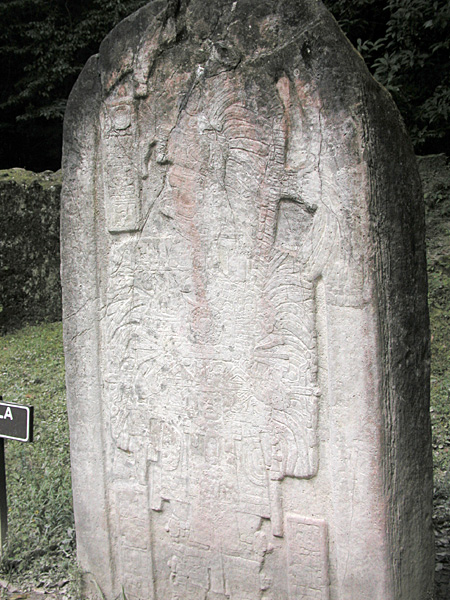
Jasaw Chan K'awiil I

B'alaj Chan K'awiil reclamó el título Ajaw y el emblema de Mutal (que era el emblema de Tikal) . Él ganó una guerra civil con Tikal usando la ayuda de Calakmul. Traicionando el gobierno Nuun Ujol Chaak y jurando obediencia a Calakmul, bajo el gobierno de Yuknoom el grande. Desde entonces hasta el año 695 (tres años después de la muerte de B'alaj) Calakmul ocupó Tikal. Posteriormente, en el año 695 bajo el liderazgo de Jasaw Chan K'awiil I Tikal ganó una batalla importante a Calakmul y le dio vuelta a la situación, terminado efectivamente la segunda guerra entre Tikal y Calakmul.

## Tercera Guerra, 720–744
K'ak' Tiliw Chan Yopaat, Ajaw de Quiriguá fue una de las personas claves de está guerra. Quiriguá era una provincia de  Copán, hasta el año 734 cuando K'ak' Tiliw Chan Yopaat lideró una revolución contra Uaxaclajuun Ub'aah K'awiil, Ajaw de Copán. Wamaw K'awiil, kaloomte (gran rey, una posición más alta que un ajaw) de Calakmul viajó a Quiriguá y formó una alianza con K'ak' Tiliw Chan Yopaat. Uaxaclajuun Ub'aah K'awiil fue ejecutado en el 738, y Quiriguá obtuvo su independencia. Pero en el 744 El Perú (no el país andino, sino la ciudad de Perú - Waká, en Guatemala) y Naranjo habían sido reconquistadas por Tikal, y Calakmul había sido derrotada.

## Consecuencias
Habiendo sido privado de su reputación militar, Calakmul perdió sus provincias norteñas y colapsó, el último dato registrado en la ciudad es en el año 899, posiblemente 909.  De la misma forma, la ciudad de  Tikal, y muchas de las ciudades mayas fueron totalmente abandonadas en lo que se conoce como colapso maya. La guerra, junto a múltiples otros factores,  pudo haber contribuido al colapso. Factores tales como sobrepoblación, sobreexplotación de recursos, clima hostil (sequías prolongadas), enfermedades, hambruna, y otros.